# Qolālū
Qolālū (persiska: قُلالو) är en ort i Iran.   Den ligger i provinsen Qazvin, i den nordvästra delen av landet, 210 km nordväst om huvudstaden Teheran. Qolālū ligger 765 meter över havet och antalet invånare är 156.
Terrängen runt Qolālū är kuperad österut, men västerut är den bergig. Runt Qolālū är det ganska glesbefolkat, med 29 invånare per kvadratkilometer. Närmaste större samhälle är Lowshān, 16,9 km öster om Qolālū. Trakten runt Qolālū består i huvudsak av gräsmarker.